# Неваре Ханым-эфенди
Неваре́ Ханы́м-эфе́нди (тур. Nevare Hanım Efendi), во втором браке известна как Айше́ Сёнмезле́р (тур. Ayşe Sönmezler) и Лейла́ Сёнмезле́р (тур. Leyla Sönmezler; 4 мая 1901 года, Адапазары или Дербент — 13 июня 1992 года, Дербент) — жена последнего османского султана Мехмеда VI Вахидеддина.

## Имя и титул в гареме
Турецкий историк Недждет Сакаоглу указывает имя «Неваре́» (тур. Nevare) с титулом ханым-эфенди, дававшимся икбал султана, однако он отмечает, что она могла носить титул третьей жены — кадын-эфенди. Другой турецкий историк Чагатай Улучай также указывает имя «Неваре́» (тур. Nevare), однако называет её третьей женой с титулом кадын-эфенди. Османист Энтони Олдерсон, как и Сакаоглу с Улучаем, даёт ей имя «Неваре́» (тур. Nevare). Придворная дама главной жены Мехмеда VI Эмине Назикеды Кадын-эфенди Лейла Ачба указывает имя «Невваре́» и титул ханым-эфенди. Турецкий мемуарист Харун Ачба также указывает имя «Невваре́» (тур. Nevvare) и называет её главной икбал с титулом ханым-эфенди: он пишет, что поскольку у Неваре не было детей от султана, она не получила титул кадын-эфенди.

## Биография

### Происхождение
Недждет Сакаоглу предполагал, что Неваре родилась в 1901 году в Адапазары и происходила из местных черкесов. Энтони Олдерсон указывает датой рождения Неваре 4 мая 1901 года; эту же дату указывает и Чагатай Улучай, отмечая, что она была черкешенкой и родилась в Адапазары. Лейла-ханым пишет, что родилась Неваре в 1901 году в Дербенте, отцом её был абхазский бей Мустафа Чихба, а матерью Капба Хафице-ханум. Харун Ачба указывает 4 мая 1901 года датой рождения Неваре, при этом публикуя в своей книге «Жёны султанов: 1839—1924» фотографию, согласно которой Неваре родилась в 1900 году; он также указывает местом рождения деревню Дербент близ Измита, при этом указывая именем при рождении «Айше», а её родителями — Мустафу Чихбу (1857—191?) и Хафизе Кап (1870—195?), дочь Невруза Капа.
Сакаоглу также пишет, что историк Йылмаз Озтуна установил, что Неваре приходилась племянницей второй жене Мехмеда VI Шадие Мюведдет Кадын-эфенди. Лейла-ханым же сообщает, что Неваре была «дочкой дяди Мюведдет» — то есть, приходилась Шадие Мюведдет кузиной, а не племянницей. Харун Ачба указывает, что дед Неваре Сулейман Чихба и дед Мюведдет были родными братьями; таким образом, Ачба подтверждает версию Лейлы-ханым о степени родства двух жён султана.
Харун Ачба пишет, что помимо Неваре в семье было ещё шестеро детей: Шефика-ханым (1892—19??), Ахмет Шюкрю-бей (1894—1962), Хасан-бей, Фикри-бей (1904—1969), Халиме-ханым (1905—197?) и Хаджер Нювит-ханым (1908—1913). Когда Неваре стала женой султана, Ахмет Шюкрю вошёл в число приближённых Мехмеда Вахидеддина.

### Жена султана

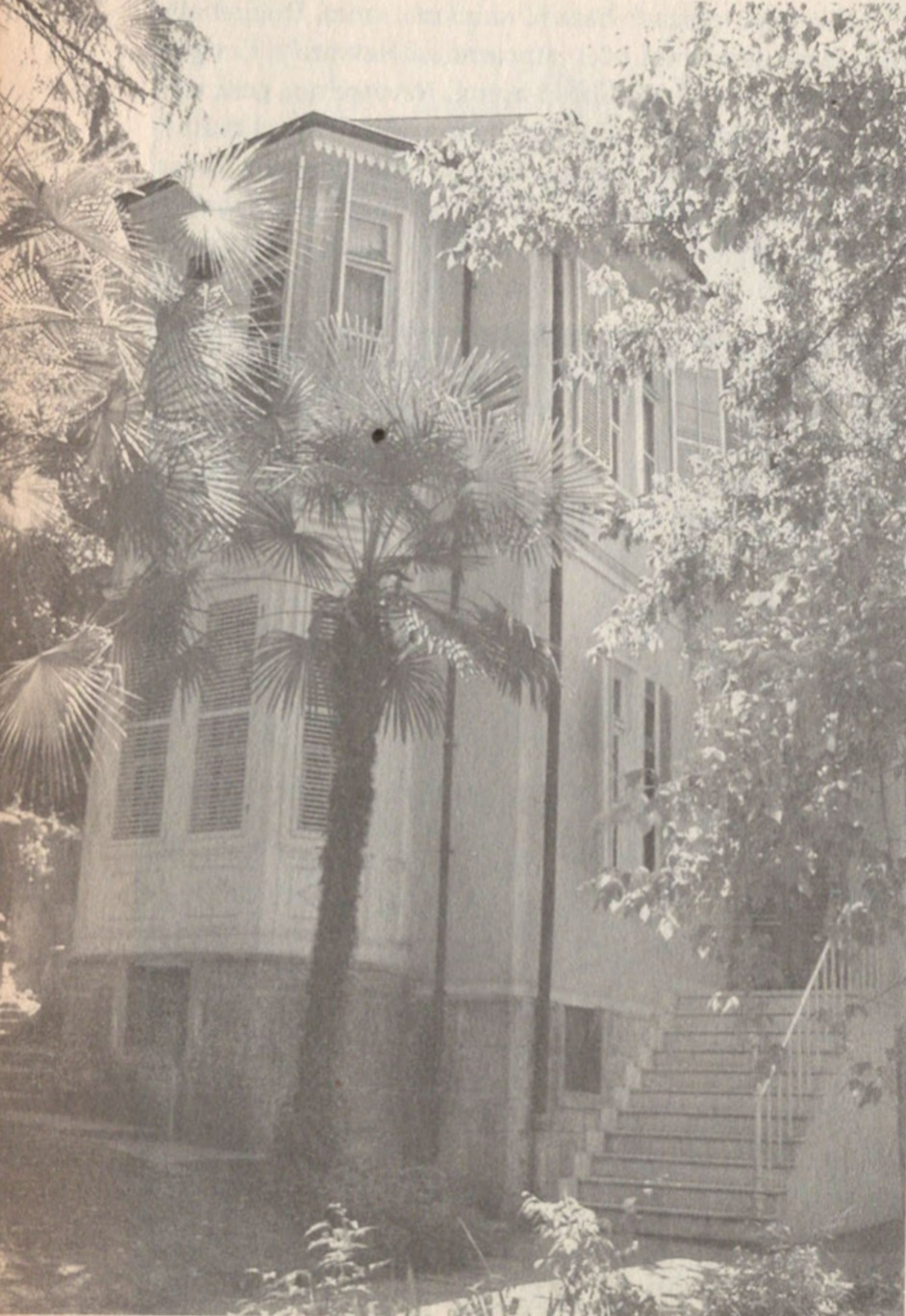
Особняк Неваре Ханым-эфенди

Знакомство Неваре с султаном произошло благодаря Шадие Мюведдет, хотя и против воли последней. Когда в 1918 году после смерти единокровного брата Мехмеда V Решада Мехмед Вахидеддин взошёл на престол под именем Мехмед VI, Мюведдет получила титул второй жены (кадын-эфенди). Лейла-ханым пишет, что сразу после этого она забрала Неваре под свою опеку из Ченгелькёя, где та была служанкой, и сделала её своей придворной дамой. Лейла добавляет, поскольку Неваре также была невообразимой красоты, Мюведдет понимала, что рано или поздно султан обратит на неё внимание, поэтому отправила девушку в Долмабахче. Однако это не помогло, и султан пожелал взять Неваре в жёны. Мюведдет умоляла мужа не делать этого, поскольку не смогла бы любить родственницу как раньше, если бы та стала её соперницей. Однако Мехмед VI не внял мольбам второй жены.
Брак был заключён в Долмабахче 20 июня 1918 года; Сакаоглу пишет, что церемония состоялась через 15 дней после его джюлюса согласно всем дворцовым традициям, тогда как Лейла Ачба без указания даты пишет, что Неваре стала женой султана на 14 день после его восшествия  на престол, а Харун Ачба — что произошло это за 13 дней до того, как Мехмед Вахидеддин стал султаном. Улучай отмечает, что на момент заключения брака Неваре было 17 лет.
Лейла-ханым так пишет о третьей жене Мехмеда Вахидеддина: «Невваре-ханум высокого роста, голубые глаза, длинные чёрные волосы, белокожая, она была превосходно красивой девочкой… Она жила в одном из зданий парка дворца Йылдыз. Но насколько она была добросердечной, настолько же была чрезмерно надменной». Харун Ачба однако отмечает, что надменность Неваре перекрывалась её добросердечием и сострадательностью; она была честной, авторитетной госпожой, которая не вмешивалась ни в чьи дела, при этом действовала согласно со своими принципами. С главной женой Мехмеда Эмине Назикедой Кадын-эфенди у Неваре были чисто формальные отношения, однако с её дочерьми и внуками она была дружна и даже получила от них прозвище «красивая мама» (тур. Cici Anne). Неприязнь у Неваре возникла лишь с последней женой Мехмеда VI Невзад Ханым-эфенди; впрочем, неприязнь эта была взаимной, и женщины старались не пересекаться во дворце Йылдыз.

### Упразднение султаната
1 ноября 1922 года правительство в Анкаре приняло решение о разделении халифата и султаната и упразднении последнего. Сакаоглу пишет, что в первые дни после упразднения султаната Вахидеддин провёл тайные приготовления и 17 ноября 1922 года сбежал, при этом его семья и невольницы, не знавшие о происходящем, остались в гареме дворца Йылдыз беззащитными. Согласно Сакаоглу и Улучаю, заботу о них взял на себя новый халиф Абдулмеджид-эфенди, поселивший женщин брата в покоях дворца в Ортакёе. Однако Лейла Ачба сообщает, что ещё 15 ноября вечером Мехмед вызвал к себе главную жену Назикеду и предупредил её о предстоящем отъезде; позднее он также оповестил о поездке остальных жён и дочерей. Отъезд бывшего султана держался в тайне, поскольку во дворце опасались, что правительство в Анкаре отдаст приказ о казни всей его семьи. В половине восьмого утра 17 ноября Мехмед Вахидеддин покинул дворец; по воспоминаниям Лейлы-ханым, никакого личного прощания с жёнами не было — домочадцы свергнутого султана, в числе которых была Неваре, спустились в его покои и из окна наблюдали, как Мехмед с небольшой свитой покидает дворец.
18 ноября анкарское правительство потребовало освободить дворец Йылдыз. В качестве места жительства, согласно Лейле-ханым, Абдулмеджид предоставил женщинам дворец Ферие. Поскольку других вариантов не было, женщины Мехмеда VI согласились на переезд. Лейла-ханым пишет, что когда она с другими женщинами прибыла в Ферие, она пришла в ужас от увиденного: в покоях, предназначавшихся главной жене Мехмеда VI, из обстановки были только кровать и табуретка, в комнатах других жён, свиты и слуг не было и этого. Кроме того, Лейла-ханым пишет, что, поскольку правительство не взяло на себя обязательств по содержанию гарема свергнутого султана, женщины голодали; позднее выяснилось, что средства на питание выделялись из казны регулярно, однако из-за интриг управляющей Ферие Махмуре-ханым деньги эти до адресатов не доходили. Помимо скудных средств из казны Неваре и её спутницы тратили золото, скопленное ими до свержения султаната. Поскольку содержать большой штат прислуги было нецелесообразно, в течение двух месяцев с позволения башкадын Назикеды из 60 женщин половина покинула дворец.
Обитательницам Ферие было запрещено выходить из дворца, как и принимать в нём кого-то извне. Навещать женщин разрешалось только дочерям главной жены и их придворным дамам. Несмотря на это, Харун Ачба сообщает, что узниц навещала бывшая придворная художница Эсмерай-ханым, нарисовавшая портреты женщин, заключённых в Ферие. Также за дворцом был установлен полицейский надзор. В феврале 1923 года женщинам, и без того отрезанным от внешнего мира, запретили писать письма; этот запрет удалось обойти только благодаря тому, что падчерицы Неваре и их придворные дамы тайком проносили корреспонденцию в своих одеждах. 12 октября 1923 года в Анкаре было созвано Великое национальное собрание Турции, провозгласившее создание Турецкой республики. Примерно 3 декабря башкадын-эфенди было объявлено, что государство более не может содержать гарем бывшего султана и свиту придётся распустить.

### Развод и дальнейшая жизнь
В 1924 году был издан указ о высылке членов династии Османов за пределы страны. 4 марта в 8 утра обитательницы Ферие были собраны в одной из комнат дворца, где им было объявлено, что все члены семьи Мехмеда VI должны покинуть страну; мужчинам давалось 24 часа, женщинам — 10 суток. Те, кто не уедет добровольно в установленный срок, будут выдворены из страны силой. Ранее тем же утром тайно вывезен из страны был халиф Абдулмеджид со своей семьёй. Лейла-ханым пишет, что к этому моменту у обитательниц дворца уже почти не было ни денег, ни драгоценностей, которые можно было продать. 5 марта женщины стали свидетельницами разграбления особняка сына Абдул-Азиза шехзаде Мехмеда Сейфеддина-эфенди, примыкавшего к Ферие; грабёж этот, по словам Лейлы, происходил под руководством полиции. Башкадын-эфенди распорядилась, чтобы оставшиеся ценности спрятали в одеждах. Вечером того же дня надзиравший за дворцом Шукрю-бей самолично открыл двери и впустил толпу для разграбления Ферие. Лейла-ханым отмечает, что хотя самих их не тронули, благодаря храбрости и заступничеству главной жены, в тот день из Ферие вынесли всё, в том числе мебель и личные вещи, кроме тех, что были надеты на самих женщинах.
На следующий день было принято решение об отъезде жён Вахидеддина к нему в Сан-Ремо. Организацией поездки занимались падчерицы Неваре Улвие и Сабиха. С главной женой Мехмеда Вахидеддина, помимо Неваре, в изгнание собиралась отправиться также её родственница Шадие Мюведдет; самая младшая из жён, Невзад, приняла решение вернуться к родителям. Однако вечером того дня Неваре заболела и, поскольку состояние её не позволяло отправиться в путь, её забрали к себе родители в Дербент. Харун Ачба отмечает, что Неваре пришлось переодеть в наряд служанки, чтобы она могла свободно покинуть дворец. Сакаоглу пишет, что Неваре всё же поехала в Сан-Ремо к мужу, однако Вахидеддин развёлся с ней и отправил её обратно в Турцию. Однако Харун Ачба пишет, что Неваре не покидала родительского дома в Дербенте и именно оттуда написала мужу письмо с просьбой о разводе. Согласно Сакаоглу, развод состоялся 20 апреля 1924 года, тогда как Улучай и Ачба пишут о 20 мая того же года.
Сакаоглу пишет, что после развода Неваре вышла замуж в Дербенте за одного их местных. При этом Улучай пишет, что Озтуна считал, что Неваре со вторым мужем жила в Стамбуле. Сакаоглу также пишет и о третьем браке с неким торговцем, изначально проживавшем в стамбульском районе Каламыш, а затем переехавшим с женой в Анкару. Однако Харун Ачба приводит иную версию: после развода Неваре вернулась в Стамбул, в 1926 году вышла замуж за торговца Мевлюта Сёнмезлера (1895—1974) и сменила имя на Лейла — в честь Лейлы Ачбы, с которой была дружна в период своего первого брака. Вместе со вторым мужем до 1940 года Неваре проживала в его доме в Фенерьолу, затем переехала в Шишли, а в 1970-х годах, вероятно уже овдовев, приобрела дом в родном Дербенте.
Сакаоглу пишет, что Озтуна, побывавший в Измите в 1983 году узнал, что Неваре на тот момент всё также проживала в деревне Большой Дербент. Харун Ачба отмечает, что Неваре скончалась 13 июня 1992 года в Дербенте и была похоронена на местном кладбище.

## Комментарии
1. ↑  В различных источниках встречаются варианты фамилии «Чихба»[8][9], «Чыхджы» и «Чифтчи»[8].